# Ptahmose (Schatzmeister)
Ptahmose (auch Ptehmes) war der Schatzmeister unter Amenophis III. in der altägyptischen 18. Dynastie.

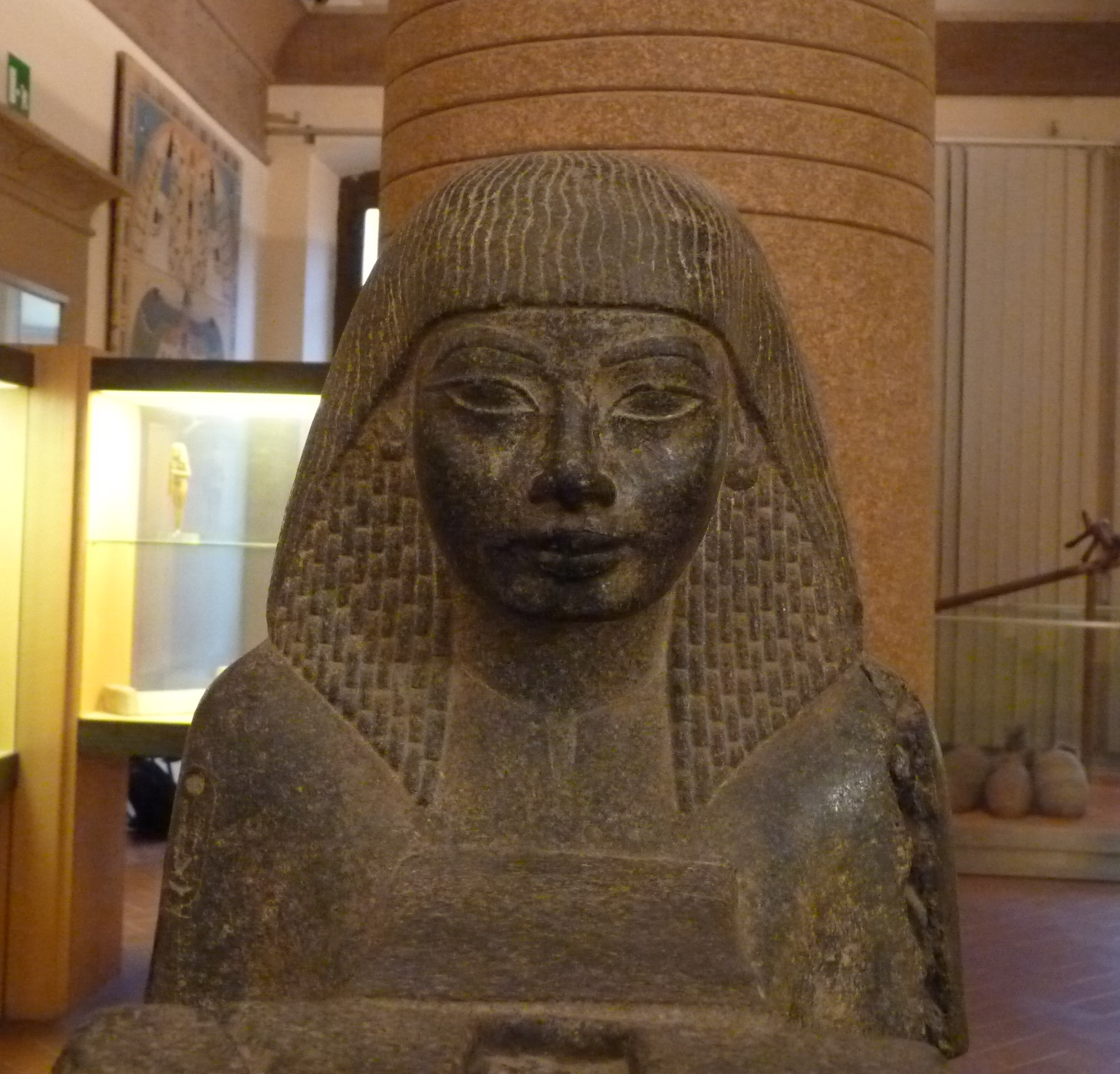
Statue des Ptahmose in Florenz

Ptahmose amtierte wahrscheinlich ganz am Ende der Regierungszeit von Amenophis III. und war in seinem Amt der Nachfolger von Merire. Der Schatzmeister Ptahmose ist nur von einer sich heute in Florenz befindlichen Statue und einer Gefäßaufschrift aus Malkata bekannt. Diese Inschrift belegt, dass er im 30. Jahr des Herrschers, zur Zeit seines ersten Sed-Festes amtierte. Das Grab des Ptahmose ist bislang unbekannt.